# Secteur sauvegardé de Nantes
Le secteur sauvegardé de Nantes, prescrit en 1972, a été approuvé en 1983 et révisé en 1995 et 2009. Il couvre 126 hectares, situés presque en totalité dans le centre-ville.

## Historique
Au milieu des années 1960, une association de protection du patrimoine promeut le projet de création d'un secteur sauvegardé à Nantes.
Lors des études menées en 1967-1968, deux options sont mises en balance : la création d'un secteur limité à l'île Feydeau et une partie du quartier médiéval du Bouffay, ou celle d'un secteur plus vaste, intégrant les réalisations du XIXe siècle et de la reconstruction qui a suivi la Seconde Guerre mondiale. C'est finalement la deuxième option qui est retenue.
Le secteur est créé en 1972. Cette création est suivie de la publication d'un plan de sauvegarde et de mise en valeur (PSMV), publié en 1980, approuvé en 1983 et révisé en 1995.
Certains secteurs à forte densité de monuments remarquables n'y sont pas inclus, ce qui conduit le géographe J.-P. Peyon à proposer un élargissement en 1994. Cet avis est alors partagé par les architectes des bâtiments de France. Les principaux édifices faisant l'objet de cette remise en cause sont la place Mellinet, l'ancien palais de Justice, et le musée Dobrée. En outre, le patrimoine industriel est également négligé.
Révisé le 26 mai 1998, le PSMV, équivalent du plan local d'urbanisme pour les secteurs sauvegardés, est modifié le 9 avril 2009.

## Description
Le secteur est délimité par le milieu (sauf précision) du tracé des voies suivantes :
quartier Dervallières - Zola
- rue Mathurin-Brissonneau (jusqu'au croisement avec la rue Jules-Vallès) ;
- place René-Bouhier ;

quartier Centre-ville
- rue Dobrée ;
- place Eugène-Livet ;
- rue Voltaire ;
- rue Lesage ;
- rue Marivaux ;
- place Paul-Émile-Ladmirault
- rue Racine ;
- rue Copernic ;
- rue Marceau ;
- rue Cassini ;
- rue Dugommier ;
- rue La Fayette ;
- place des Volontaires-de-la-Défense-Passive ;
- rue de Budapest ;
- place de Bretagne ;
- ruelle du Petit-Bourgneuf ;
- ruelle des Tanneurs ;
- allée des Tanneurs ;
- place du Pont-Morand ;
- quai Ceineray ;
- rue Sully ;
- allée Baco ;
- allée de la Maison-Rouge ;
- place Alexis-Ricordeau (anciennement « allée Charles-de-Mirallié ») ;
- quai Turenne ;
- rue Félix-Éboué ;
- boulevard des Nations-Unies ;
- rue Gaston-Michel (la limite est tracée le long de la Loire) ;
- quai de la Fosse (la limite est tracée le long de la Loire) ;

quartier Malakoff - Saint-Donatien
- rue Préfet-Bonnefoy ;
- rue Geoffroy-Drouet ;
- rue Maréchal-Joffre ;
- rue Dugast-Matifeux ;
- cour Jules-Dupré ;
- rue Malherbe ;
- rue Coustou ;
- rue de Richebourg ;
- rue Général-de-la-Salle ;
- allée des Généraux-Patton-et-Wood.